# Anatkina hopponis
Anatkina hopponis är en insektsart som först beskrevs av Matsumura 1912.  Anatkina hopponis ingår i släktet Anatkina och familjen dvärgstritar.
Artens utbredningsområde är Taiwan. Inga underarter finns listade i Catalogue of Life.